# Брок (остров)
Брок (англ. Brock Island) — остров Канадского Арктического архипелага. Также входит в группу Острова Королевы Елизаветы и в группу островов Архипелаг Парри. В настоящее время остров необитаем (2012).

## География
Площадь острова составляет 764 км². Длина береговой линии 174 км. Остров имеет прямоугольную форму, длина составляет 37 км, ширина — 22 км. Очень плоский, с невыразительным ландшафтом, высотой 20 — 40 метров, в южной части чуть выше, максимальная высота равна 67 метрам.
Остров Брок расположен в северо-западной части Канадского Арктического архипелага. Лежит в 6 км к западу от острова Маккензи-Кинг и в 34 км к юго-западу от острова Борден. Остров Принс-Патрик расположен в 47 км к юго-западу.

## История
Открыт в 1915 году Вильялмуром Стефансоном во время Канадской арктической экспедиции.